# Michele Cardella
Michele Cardella (Marlia, 27 ottobre 1845 – Marlia, 6 febbraio 1916) è stato un vescovo cattolico italiano.

## Biografia
Nato il 27 ottobre 1845 a Marlia, nel comune di Capannori, da Domenico Cardella, venne ordinato sacerdote 19 settembre 1868 nella Congregazione della Passione di Gesù Cristo.
Fu nominato vescovo di Sovana-Pitigliano il 30 novembre 1896 da papa Leone XIII, ricevendo la consacrazione episcopale il seguente 8 dicembre presso la basilica dei Santi Giovanni e Paolo a Roma. Prese ufficialmente possesso della diocesi il 2 febbraio 1898. Durante il suo episcopato compì cinque visite pastorali (1898, 1903, 1907, 1910, 1913), dette inizio ai lavori per la realizzazione del seminario vescovile (1901), e promosse l'installazione della croce monumentale sulla vetta del monte Amiata, da lui consacrata nel 1910 in ricordo dell'Anno Santo 1900.
Il 1º ottobre 1915 si ritirò per motivi di salute, pur mantenendo il titolo di vescovo e lasciando la guida della diocesi al delegato apostolico Giovanni Rosi, vescovo di Montefiascone. Morì a Marlia il 6 febbraio 1916; i suoi resti, tumulati presso il locale cimitero, furono traslati a Pitigliano per volere del suo successore Stanislao Amilcare Battistelli.

## Genealogia episcopale
La genealogia episcopale è:
- Cardinale Scipione Rebiba
- Cardinale Giulio Antonio Santori
- Cardinale Girolamo Bernerio, O.P.
- Arcivescovo Galeazzo Sanvitale
- Cardinale Ludovico Ludovisi
- Cardinale Luigi Caetani
- Cardinale Ulderico Carpegna
- Cardinale Paluzzo Paluzzi Altieri degli Albertoni
- Papa Benedetto XIII
- Papa Benedetto XIV
- Cardinale Enrico Enriquez
- Arcivescovo Manuel Quintano Bonifaz
- Cardinale Buenaventura Córdoba Espinosa de la Cerda
- Cardinale Giuseppe Maria Doria Pamphilj
- Papa Pio VIII
- Papa Pio IX
- Cardinale Alessandro Franchi
- Cardinale Gaetano Aloisi Masella
- Vescovo Michele Cardella